# Scooby-Doo Meets the Boo Brothers
Scooby-Doo Meets the Boo Brothers (en Hispanoamérica, Scooby-Doo y los Hermanos Boo) es una película directa a televisión, producida por Hanna-Barbera para la serie Superstars 10. Fue transmitida en octubre de 1987 en Estados Unidos.

## Argumento
Shaggy Rogers descubre a través de una carta, que su tío, el Coronel Beauregard, ha fallecido; y les deja su hogar, el cual está infestado de fantasmas. Shaggy Rogers, Scrappy Doo y Scooby Doo deciden viajar para recuperar la herencia del tío. Sin embargo, antes de llegar, son perseguidos por un jinete sin cabeza montado a caballo, quien les grita que se vayan. Mientras tanto, reciben ayuda del mayordomo Farquad, quien les dice que una gran fortuna en joyas le pertenece y Shaggy no tiene nada qué reclamar. Intrigados, la pandilla decide resolver el misterio; muy a pesar de las insistencias de Farquadd y un sheriff que busca, escéptico, un gorila que se escapa del circo; utilizando las cartas que el tío le dejó por toda la finca. Sin embargo, se verá interrumpido por apariciones fantasmas, incluyendo esqueletos vivientes, cadáveres sin cabeza, al Coronel Fantasma; y un miembro de la finca adjunta, quien está en lucha contra los Beauregard  y Shaggy, por ser pariente del tío.

## Reparto
| Personaje                        | Actor de voz original | Actor de doblaje                                       |
| -------------------------------- | --------------------- | ------------------------------------------------------ |
| Scooby-Doo                       | Don Messick           | Francisco Reséndez                                     |
| Scrappy-Doo                      | Don Messick           | José María Iglesias                                    |
| Shaggy                           | Casey Kasem           | Luis Alfonso Mendoza                                   |
| Farquad, el Jorobado             | Arte Johson           | Salvador Delgado                                       |
| Freako                           | Ronnie Schell         | Jorge Roig                                             |
| Shreako                          | Rob Paulsen           | Luis Alfonso Mendoza                                   |
| Meako                            | Jerry Houser          | Humberto Solórzano                                     |
| Comisario Rufus Buzby            | Sorrell Booke         | Maynardo Zavala                                        |
| T.J. Buzby                       | Sorrell Booke         | Carlos Magaña                                          |
| Fantasma esqueleto               | Arte Johnson          | Carlos Magaña                                          |
| Fantasma del Coronel Beaureguard | Bill Calloway         | Arturo Casanova                                        |
| Gorila                           | Bill Calloway         | Herman López                                           |
| Sadie-May Scroggins              | Victoria Carroll      | Belinda Martínez                                       |
| Billy-Bob Scroggins              | Bill Calloway         | José Luis Orozco                                       |
| Fantasma en el Ático             | Bill Calloway         | Carlos Magaña                                          |
| Jinete sin Cabeza                | Bill Calloway         | Víctor Guajardo                                        |
| Bruja                            | June Foray            | Mónica Manjarrez Jesús Barrero (como fantasma)         |
| Presentador/Insertos             | N/A                   | Víctor Guajardo (Presentador) Jesús Barrero (Insertos) |